# Fabrice Fernandes (basket-ball)
Pour les articles homonymes, voir Fernandes.
Ne doit pas être confondu avec le joueur de football Fabrice Fernandes
Fabrice Fernandes, né le 10 mai 1980 à Roanne (Loire), est un entraîneur français de basket-ball

## Biographie
En 2013, il devient assistant de Jimmy Ploegaerts puis lui succède comme entraîneur titulaire en janvier 2015. Le maintien accroché en mai 2019, il est prolongé d'une saison supplémentaire.

## Carrière entraîneur
- 2013- : Saint-Amand Hainaut Basket